# Pselaptrichus cavatus
Pselaptrichus cavatus är en skalbaggsart som beskrevs av Marsh och Schuster 1954. Pselaptrichus cavatus ingår i släktet Pselaptrichus och familjen kortvingar. Inga underarter finns listade i Catalogue of Life.